# Harry Weltzin
Harry Weltzin (* 7. Februar 1955 in Wismar; † 4. September 1983 bei Kneese) war ein Todesopfer an der innerdeutschen Grenze.

## Leben

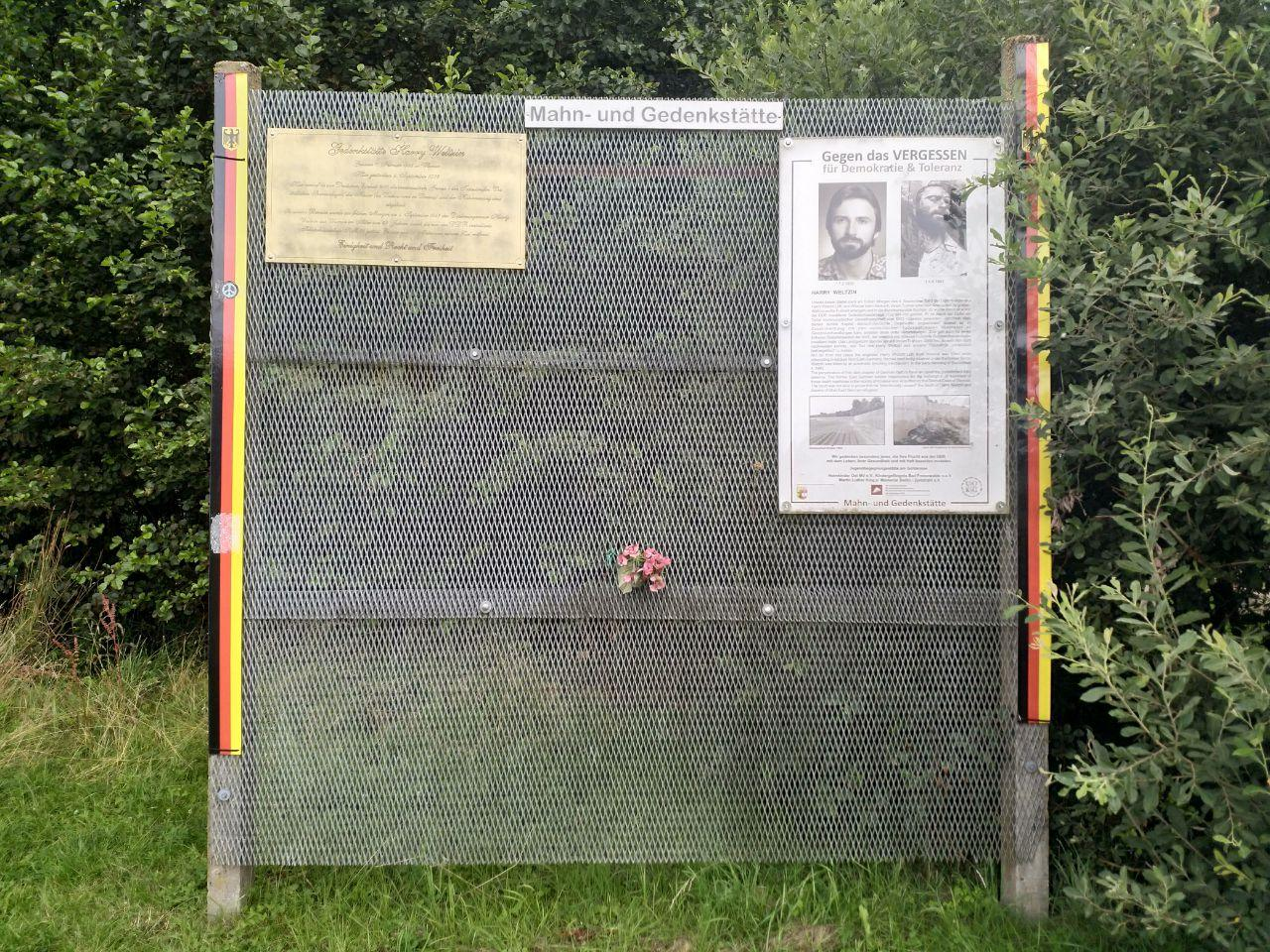
Ansicht der Gedenkstätte zum Tod von Harry Weltzin mit zwei Gedenktafeln.

Harry Weltzin wuchs in Wismar auf und studierte nach dreijähriger Dienstzeit bei den Grenztruppen der DDR Elektrotechnik an der Ingenieurhochschule Wismar. Nach Auseinandersetzungen auf seiner Arbeitsstelle, die er dadurch verlor, entschloss er sich zur Flucht aus der DDR. Mit einem Klappspaten versuchte er, den Grenzzaun zu untergraben. Dabei löste er eine Selbstschussanlage aus und starb an den daraus resultierenden Verletzungen.
Harry Weltzin war verlobt und seit Juni 1983 Vater eines Kindes.
In unmittelbarer Nähe seines Todesortes wurde 2013 ein Mahnmal in Form eines Segmentes des Streckmetallzauns der Grenze errichtet, an dem zwei Gedenktafeln angebracht sind. Eine weitere Gedenktafel erinnert vor der Grenz-Dokumentationsstätte Lübeck-Schlutup an ihn.